# Spirobolus vogesi
Spirobolus vogesi är en mångfotingart som beskrevs av Karsch 1881. Spirobolus vogesi ingår i släktet Spirobolus och familjen Spirobolidae. Inga underarter finns listade i Catalogue of Life.